# Carl Emanuel Knorr
Carl Emanuel Knorr (* 18. Mai 1881 in Heilbronn; † 9. September 1952) war ein deutscher Unternehmer der Nahrungsmittelindustrie.

## Leben

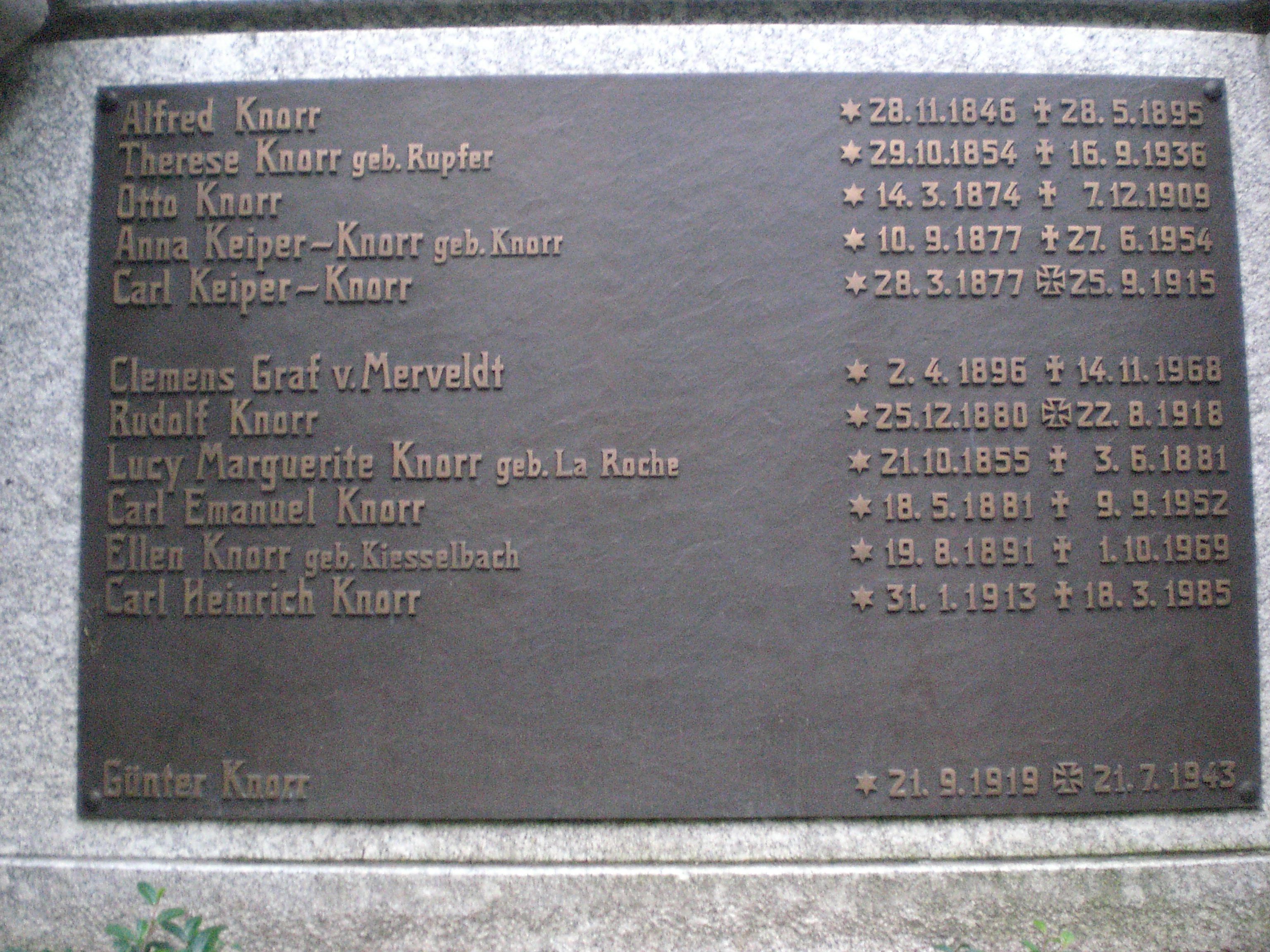
Familiengrab der Familie Knorr (rechte Tafel)

Carl Emanuel Knorr war der Sohn des Nahrungsmittelunternehmers Carl Heinrich Eduard Knorr und der Basler Bankiers- und Gutsbesitzerstochter Lucy Marguerite geborene La Roche (1855–1881). Sein Großvater war Carl Heinrich Theodor Knorr, Gründer des Nahrungsmittelunternehmens Knorr. Nach dem Besuch des Gymnasiums und der Oberrealschule in Heilbronn studierte er an der Technischen Hochschule Stuttgart, der Technischen Universität Berlin, der Akademie Neuchâtel und der Akademie für Sozial- und Handelswissenschaften in Frankfurt am Main. In Stuttgart wurde er Mitglied des Corps Teutonia. Nach weiterer beruflicher Ausbildung in Heilbronn und Dresden trat er am 1. August 1906 in die C. H. Knorr AG, Nahrungsmittelfabriken in Heilbronn ein. 1912 wurde er stellvertretendes Mitglied des Vorstandes und übernahm von seinem Vater die Leitung des gesamten Exportgeschäftes. Am 1. April 1919 wurde er zum ordentlichen Vorstandsmitglied ernannt und blieb dies bis zum Juni 1932. Anschließend wechselte er in den Aufsichtsrat des Unternehmens, dem er bis zu seinem Tod angehörte.
Während des Ersten Weltkriegs war Knorr als Rittmeister der Reserve bei verschiedenen Formationen der 27. Infanterie-Division eingesetzt. Er war verheiratet mit Ellen Kiesselbach, Tochter von Clemens Kießelbach, mit der er drei Kinder hatte. Bis 1923 lebte er mit seiner Familie für einige Jahre in der Villa Dopfer an der Gutenbergstraße 37 in Heilbronn. 1923 ließ er sich von dem Stuttgarter Architekten Hugo Schlösser eine Villa in der nahe gelegenen Alexanderstraße erbauen.